# ТЕЦ Ряшів
ТЕЦ Ряшів – теплоелектроцентраль у однойменном місті на півдні Польщі.
У 1976—1983 роках на майданчику станції спорудили котельню з чотирма вугільними водогрійними котлами WR-25 потужністю по 29 МВт, а в 1986-му та 1987-му їх доповнили двома котлами WP-120 з показниками по 140 МВт, постаченими компанією Rafako із Ратибора.
У 2003-му об'єкт перетворили на ТЕЦ, для чого ввели в дію енергоблок BGP-100 потужністю 101 МВт, споруджений за технологією комбінованого парогазового циклу. Він має одну газову турбіну Ansaldo V64.3A (створену за ліцензією Siemens) потужністю до 68,9 МВт, яка через котел-утилізатор живить одну парову турбіну Borsig MAN DK080/250RA1E1Z1 потужністю до 32,4 МВт. Окрім виробництва електроенергії блок може постачати 76 МВт тепла. Його паливна ефективність при виробництві електроенергії становить 50 %, а з урахуванням теплової енергії — 89 %. Як паливо блок використовує природний газ.
У 2014-му станцію доповнили секцією BGS-30 з чотирма генераторними комплектами електричною та тепловою потужністю 7,25 МВт та 6,5 МВт відповідно. Кожен комплект складається із двигуна внутрішнього згоряння Rolls-Royce, який приводить в дію генератор АВВ.
Станом на 2019 рік загальна електрична потужність станції рахувалась як 141 МВт при тепловій потужності 528 МВт.
Для видалення продуктів згоряння станція має димар висотою 203 метра.
Для охолодження використовується вода із річки Віслок.